# بوفكران (آيت حمو سليمان)
بوفكران هو دُوَّار يقع بجماعة آيت سغروشن، إقليم تازة، جهة فاس مكناس في المملكة المغربية. ينتمي الدوّار لمشيخة آيت حمو سليمان التي تضم 5 دواوير. يقدر عدد سكانه بـ 567 نسمة حسب الإحصاء الرسمي للسكان والسكنى لسنة 2004.

## روابط خارجية
- البوابة الوطنية للجماعات الترابية نسخة محفوظة 12 مارس 2018 على موقع واي باك مشين.
- المندوبية السامية للتخطيط